# Lijst van beschermd erfgoed in de gemeente Hosingen
In deze lijst van beschermd erfgoed in de gemeente Hosingen zijn alle geclassificeerde nationale monumenten van de Luxemburgse gemeente Hosingen opgenomen.

## Monumenten per plaats

### Bockholtz
| Object                                                     | Bouwjaar/architect | Locatie | Datum beschermd?   | Coördinaten | Afbeelding |
| ---------------------------------------------------------- | ------------------ | --- | ------------------ | ----------- | ---------- |
| Terrein met kreupelhout, ter plaatse genaamd «Kahlenbourg» |                    | | 18 maart 1971 (IS) |             |            |
| Kerk van Bockholtz                                         |                    | | 26 juli 1968 (IS)  |             |            |
| Aantal percelen                                            |                    | Kadastersectie F, nummers 252, 254, 255/399, 255/400, 255/401, 255/403, 272/578, 278/748, 283/749, 289, 290, 291/750 | 18 maart 1971 (IS) |             |            |

## Bron
- Liste des immeubles et objets classés monuments nationaux ou inscrits à l'inventaire supplémentaire